# Pjotr Nyikolajevics Nyesztyerov
Pjotr Nyikolajevics Nyesztyerov (oroszul: Пётр Николаевич Нестеров; Nyizsnyij Novgorod, 1887. február 27. – Zsovkva, 1914. szeptember 28.), a cári légierő orosz pilótája, a műrepülés feltalálója.

## Életpálya
1911-ben kapta meg a repülő alapképzést. A műrepülés az 1910-es években alakult ki.
Nagy elhatározással – életének kockáztatása – 1913. szeptember 9-én először mutatta be egy francia gyártmányú Nieuport IV. típusú egyfedelű repülőgépével a „halálbukfencet” (looping) hajtott végre. Elöljárói egy hét laktanyafogságra ítélték a cári vagyon veszélyeztetése miatt
Nyesztyerov lett a műrepülési iskola alapítója, bebizonyította, hogy a műrepülési gyakorlatok végrehajtása nem csak a technikától, hanem a pilótától is függ.
Halálbukfencét a fából készült Nieuport IV. típusú repülőgéppel hajtotta végre a Szvjatosini repülőtér fölött. 1000 méteres magasságra emelkedett gépével majd kikapcsolta a motort, és zuhanni kezdett. A 600 méteres magasságon újraindította a motort, kiegyensúlyozta a gépét, és meredeken felfelé repült.
Nyesztyerov repülőgép-tervezéssel is próbált foglalkozni, de kitört az első világháború. Egy repülős csapat élére vezényelték, amely légi felderítéssel foglalkozott a délnyugati fronton. Merész rajtaütései kihozták az osztrákokat sodrukból. Nagy jutalmat ígértek fejéért. Egy légi harcban esett el, amikor nekirepült egy ellenséges gépnek.

## Emlékezete
Emlékére az első motoros világbajnokságok győztese (Nyeszterov-szalag), győztes csapata (Nyeszterov Vándorkupa) a róla elnevezett díjat kapta.
Nevét viselte 1951–1992 között Zsovkva város (ukránul: Neszterov, oroszul Nyesztyerov), ahol életét vesztette.

## Külső hivatkozások
- Pjotr Nyikolajevics Nyesztyerov. ruvr.ru. [2014. február 1-i dátummal az eredetiből archiválva]. (Hozzáférés: 2014. január 26.)
- Pjotr Nyikolajevics Nyesztyerov. ruvr.ru. (Hozzáférés: 2014. január 26.)